# Prisma pentagonale aumentato
In geometria solida, il prisma pentagonale aumentato è un poliedro con 10 facce che può essere costruito, come intuibile dal suo nome, aumentando un prisma pentagonale facendo combaciare una delle sue facce laterali con la base di una piramide quadrata.

## Caratteristiche
Il prisma pentagonale aumentato è uno dei 92 solidi di Johnson, in particolare quello indicato come J52, ossia un poliedro strettamente convesso avente come facce dei poligoni regolari ma comunque non appartenente alla famiglia dei poliedri uniformi, ed è il quarto di una serie di nove prismi aumentati tutti facenti parte dei solidi di Johnson.
Per quanto riguarda gli 11 vertici di questo poliedro, su 6 di essi incidono una faccia pentagonale e due quadrate,  su 4 vertici incidono una faccia pentagonale, una quadrata e due triangolari, e sull'ultimo vertice incidono quattro facce triangolari.

## Formule
Considerando un prisma pentagonale aumentato avente come facce dei poligoni regolari aventi lato di lunghezza {\displaystyle a}, le formule per il calcolo del volume {\displaystyle V} e della superficie {\displaystyle A} risultano essere:
{\displaystyle V=\left({\frac {\sqrt {2}}{6}}+{\frac {\sqrt {25+10{\sqrt {5}}}}{4}}\right)a^{3}\approx 1,9561797\ldots a^{3};}
{\displaystyle A=\left(4+{\sqrt {3}}+{\frac {1}{2}}{\sqrt {25+10{\sqrt {5}}}}\right)a^{2}\approx 9,1730056\ldots a^{2}.}

## Poliedro duale
Il poliedro duale del prisma pentagonale aumentato è una bipiramide pentagonale monolaterotroncata.

## Poliedri correlati
Il prisma pentagonale aumentato può essere ancora aumentato utilizzando una piramide a base quadrata e formando il prisma pentagonale biaumentato, anch'esso facente parte dei solidi di Johnson.